# Ulithi
Ulithi est une municipalité et un atoll situé à 191 kilomètres à l'est des îles Yap, à 87 km à l'ouest de l'île Fais, dans l'ouest des îles Carolines dans l'océan Pacifique. Il appartient aux îles extérieures de Yap. Il constitue une municipalité de l'État de Yap, dans les États fédérés de Micronésie. Dans le cadre des élections législatives internes à l'État de Yap, la municipalité constitue avec celles de Fais, de Ngulu et la municipalité inhabitée de Sorol le troisième district électoral. Ce district élit pour quatre ans un sénateur au scrutin uninominal majoritaire à un tour,. La population de l'atoll est de 847 habitants en 2010 : ils parlent l'ulithi. L'atoll d'Ulithi est étroitement associé à l'île de Falalop, aux îles de la Tortue et aux îles du récif de Zohhoiiyoru qui sont les sommets émergés d'un même mont sous-marin. L'ensemble forme une quarantaine d'îles et îlots. Les quatre îles habitées sont Falalop (Fl'aalop en Ulithi), Asor (Yasor), Mogmog (Mwagmwog) et Fedarai (Fedraey). Les autres îles importantes sont Losiap (L'oosiyep), Sorlen (Sohl'oay) et Potangeras (Potoangroas).

## Géographie

### Topographie
L'atoll d'Ulithi est étroitement associé à l'île de Falalop, aux îles de la Tortue et aux îles du récif de Zohhoiiyoru qui sont les sommets émergés d'un même mont sous-marin.

#### L'atoll d'Ulithi et l'île de Falalop

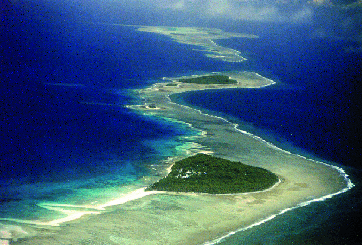
Vue aérienne d'une partie d'Ulithi.

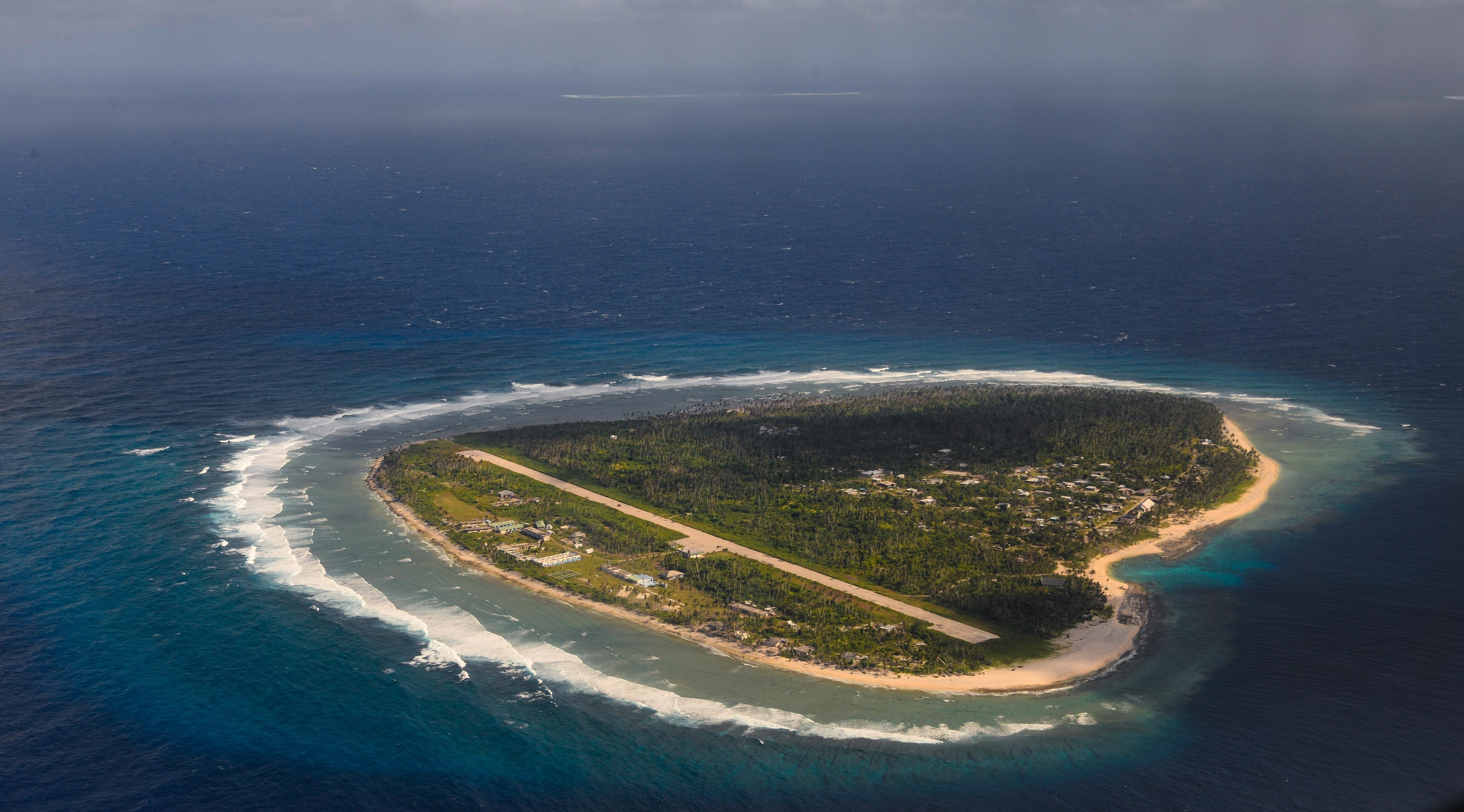
L'île de Falalop.

L'atoll d'Ulithi est un des plus grands atolls des îles Carolines. Il est situé dans la partie ouest de l'État de Yap, à 154 km à l'est-nord-est des îles Yap. Sa longueur maximale est de 36 km et sa largeur varie de 5 km au sud à un maximum de 24 km. Sa surface est estimée à 480 km2. La profondeur du lagon atteint 60 m au nord. L'atoll comporte 35 îles et plusieurs bancs de sable mouvants. La plupart des plus grandes îles se trouvent le long des côtés nord et sud-est. Le côté ouest ne contient que 7 petits îlots. La superficie des terres émergée est de 4,7 km2. L'île de Falalop n'appartient pas stricto-sensu à l'atoll puisqu'elle se situe en dehors de la barrière récifale. Elle est séparée de l'île d'Asor par un canal.

#### Les îles de la Tortue

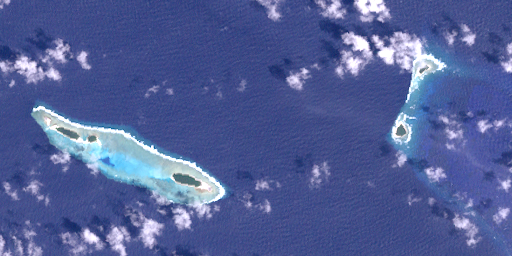
Vue satellite des îles de la Tortue (en bas à gauche) et des îles du récif de Zohhoiiyoru (en haut à droite).

Les îles de la Tortue sont situées à 7 km au sud de Falalop et à 4 km à l'ouest des îlots qui sont situés sur le bord nord-ouest du récif de Zohhoiiyoru. Ce groupe de trois îles, Yeew, Bul'bul' et L'oosiyep, sont les points émergeant d'une crête sous-marine abrupte, longue d'environ 6 km de long et 1,4 km de largeur. Ces îles, situées à l'intérieur d'un récif corallien qui les protège en partie, sont couvertes de végétation. Le lagon est peu profond.

#### Le récif de Zohhoiiyoru
Le récif de Zohhoiiyoru, situé à 4 km à l'est des îles de la Tortue, est un ancien atoll immergé sous 10 à 20 m d'eau. Cet atoll s'étendait sur 22 km de long du nord au sud et sur 4 km de large. Seul le bord de l'extrême nord-ouest du récif émerge encore. Deux petits îlots couverts de végétation s'y trouvent : Giil'ab et Yaaor. Il s'agit du plus important lieu de ponte de tortues dans l'État de Yap.

### Environnement
Dans le cadre d'un plan de gestion environnemental géré par le gouvernement des États fédérés de Micronésie, différents services gouvernementaux des États-Unis et le Programme des Nations unies pour le développement, l'atoll est intégré ainsi que les îles Yap, et les atolls d'Ulithi, Fais et Faraulep, à l'écorégion de la forêt tropicale sèche de Yap. La programme a pour objectif la conservation et l'amélioration des systèmes écologiques marins, terrestres et d'eau douce et de leur diversité tout en répondant aux besoins humains.

### Démographie
| 1920       | 1925       | 1930       | 1935       | 1958 | 1967       |
| ---------- | ---------- | ---------- | ---------- | ---- | ---------- |
| 450 (est.) | 508 (est.) | 448 (est.) | 408 (est.) | 460  | 548 (est.) |

| 1973 | 1980 | 1987 | 1994  | 2000 | 2010 |
| ---- | ---- | ---- | ----- | ---- | ---- |
| 710  | 710  | 852  | 1 016 | 773  | 847  |

## Histoire

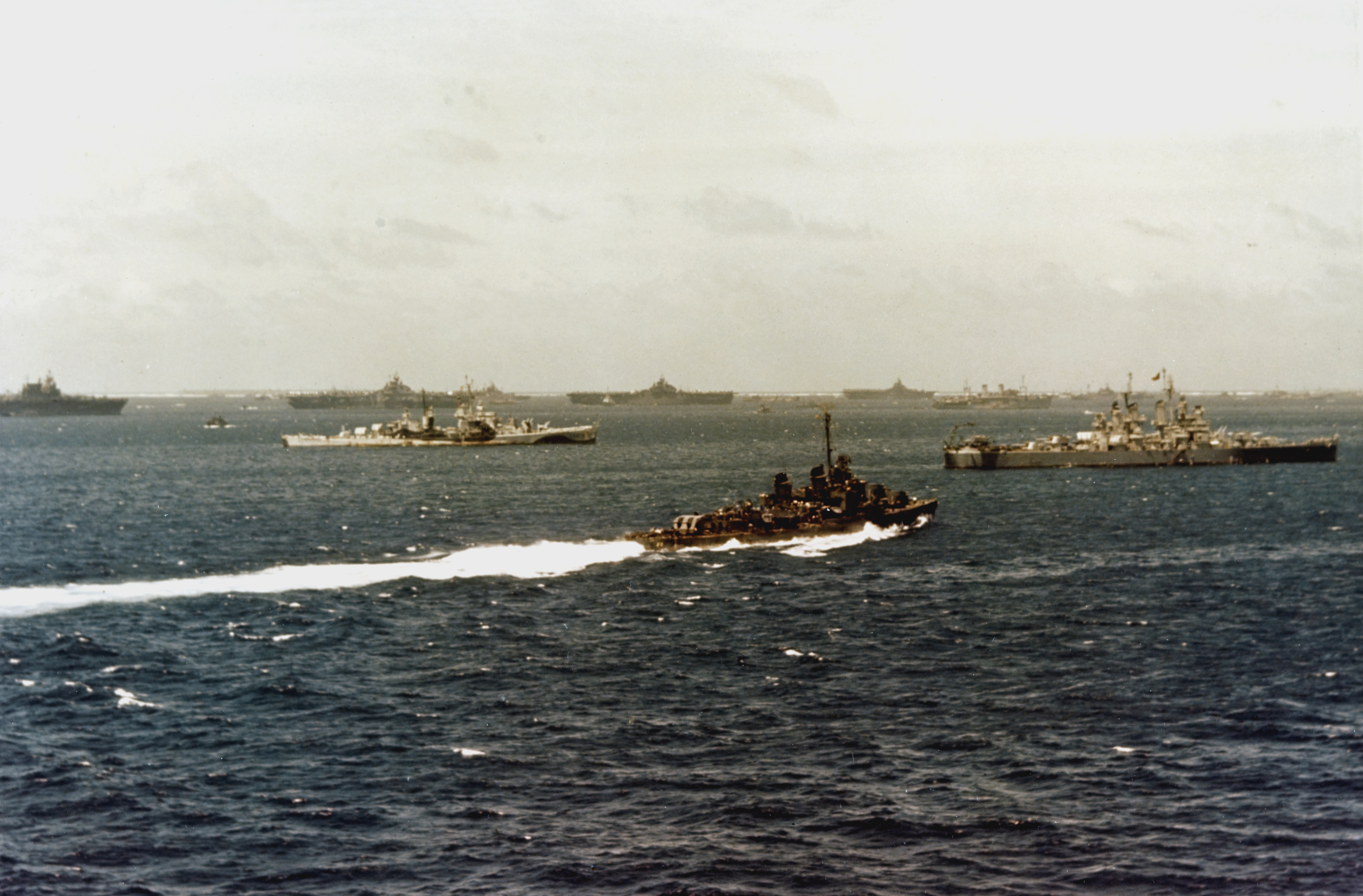
Une partie de la flotte américaine dans la base avancée de Ulithi en 1945.

Le premier Européen à trouver Ulithi pourrait être le navigateur portugais Diego da Rocha, en 1526,. L'atoll aurait été à nouveau abordé deux ans plus tard, le jour de l'Épiphanie 1528, par le navigateur espagnol Álvaro de Saavedra. Il l'aurait nommé Islas de los Reyes (îles des Rois Mages en espagnol),. L'atoll est visité par l'expédition espagnole de Ruy López de Villalobos en janvier 1543, puis par le capitaine Don Bernardo d'Egui en 1712 qui le cartographie sous la dénomination Islas de los Garbanzos (Îles des pois chiches en espagnol). En 1731, des missionnaires jésuites espagnols dirigés par Juan Antonio Cantova et accompagnés de quelques soldats espagnols débarquent sur les îles de Falalop et de Mogmog. Ils sont massacrés par les indigènes qui souhaitent sauvegarder leurs traditions et croyances. 
Les îles Carolines sont sous domination espagnole du XVIe siècle jusqu'à la fin du XIXe siècle, mais la plupart des communautés des îles de l'actuel État de Yap n'ont que peu de contacts avec les Européens et vivent en toute indépendance. En 1885, à la suite d'un conflit entre l'Espagne et l'Allemagne, l'arbitrage de Léon XIII en confirme la possession à l'Espagne contre des avantages commerciaux pour l'Allemagne. Celle-ci acquiert ces îles en 1899 et les intègrent à la Nouvelle-Guinée allemande. Au début de la première guerre mondiale, en 1914, l'empire du Japon occupe la zone. Cette occupation est légalisée dans le cadre du mandat des îles du Pacifique créé en 1919 par la Société des Nations. 
Durant la guerre du Pacifique, les îles Carolines passent sous le contrôle des États-Unis en 1944 qui installent une importante base navale avancé avec des docks flottants à partir d'octobre 1944 à Ulithi. Le 11 mars 1945,le porte-avions USS Randolph (CV-15),au mouillage,est endommagé par un avion-kamikaze japonais.
Elles sont ensuite administrées en tant que Territoire sous tutelle des îles du Pacifique dans le cadre d'un mandat de l'ONU reçu en 1947. En 1978, à la suite d'un vote en faveur de l'indépendance, les anciens districts de Yap, de Chuuk, de Pohnpei et de Kosrae décident de s'associer. Ils accèdent à l'indépendance le 3 novembre 1986 et forment la nation des États fédérés de Micronésie. En vertu d'un accord de libre association avec les États-Unis, les citoyens micronésiens et les marchandises qu'ils exportent sont autorisés à entrer aux États-Unis avec quelques restrictions. Le Conseil de sécurité des Nations unies ne ratifia la fin de la tutelle que le 22 décembre 1990.

## Culture

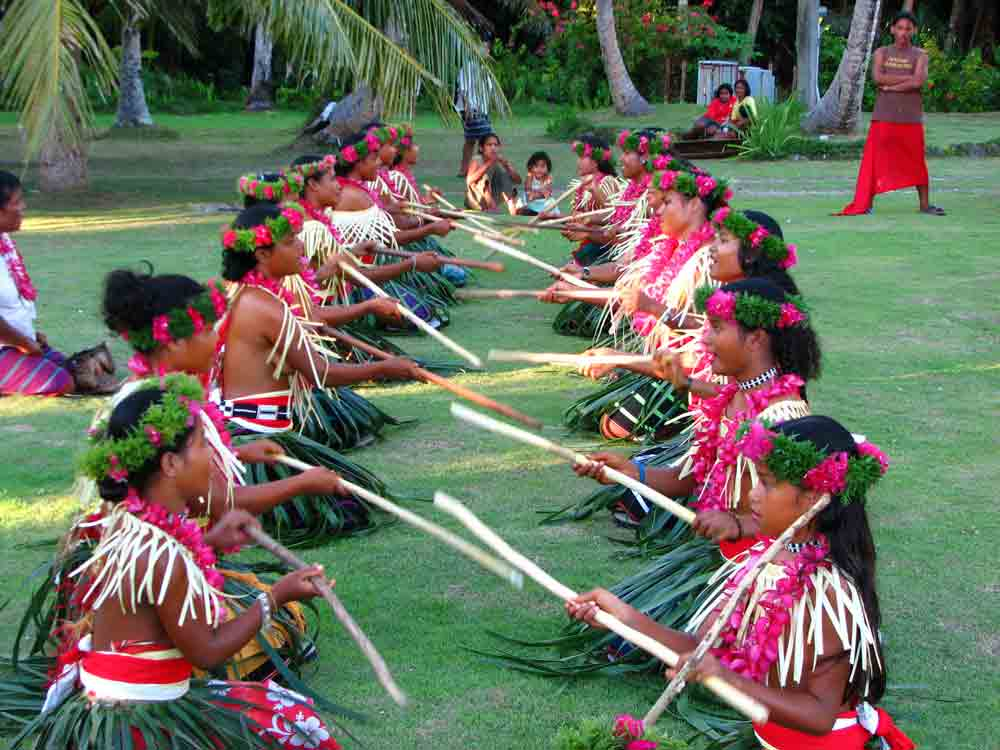
Cérémonie traditionnelle.

L'ulithi est la langue parlée dans l'atoll, mais aussi sur l'île Fais à 87 km à l'est. La langue ulithi compte 3 000 locuteurs dans le monde. L'organisme de bienfaisance Habele a fait rédiger un dictionnaire ulithi-anglais, première documentation rigoureuse de la langue ulithi, basé sur un alphabet latin qui se veut cohérent et intuitif, utile à la fois aux natifs d'Ulithi — pour faciliter leur éducation — et aux anglophones,.
Chaque île habitée comporte un chef, mais celui de Mogmog est le chef principal de l'atoll. Les vêtements occidentaux sont interdits sur l'île de Mogmog y compris pour les touristes.

## Économie
Falalop est l'île la plus accessible par les airs. Elle possède un petit aéroport, un hôtel de villégiature, un dépôt de gaz, un magasin et l'un des trois lycées de l'État de Yap. L'électricité est disponible sur certaines îles.
Des militaires américains du Seabee sont venus prêter main-forte aux populations de l'île de Falalop touchées par le typhon Maysak en construisant, durant le second semestre 2017, un abri contre le soleil près de l'aéroport, un centre culturel pour les filles et un autre pour les garçons.